# Podlog pod Bohorjem
Podlog pod Bohorjem este o localitate din comuna Šentjur, Slovenia, cu o populație de 63 de locuitori.